# Ivan Rebroff
Ivan Rebroff, właśc. Hans-Rolf Rippert (ur. 31 lipca 1931 w Berlinie, zm. 27 lutego 2008 we Frankfurcie) – niemiecki śpiewak operujący głosem o skali czterech i pół oktawy.

## Życiorys
Urodził się w Berlinie jako Hans-Rolf Rippert. Jego rodzice byli Niemcami, choć śpiewak deklarował pochodzenie rosyjsko–żydowskie. Jego bratem był Horst Rippert, który stwierdził, że być może w czasie II wojny światowej zestrzelił samolot pilotowany przez Antoine’a de Saint-Exupéry’ego.
Zyskał sławę wykonywaniem rosyjskich pieśni ludowych, zarówno po rosyjsku, jak i w tłumaczeniach na niemiecki, francuski i angielski. Śpiewał jednak także w operze, wykonywał utwory z musicali oraz muzykę popularną z różnych krajów. W swojej karierze koncertował ponad sześć tysięcy razy.
Rebroff pod koniec życia przyjął obywatelstwo greckie i mieszkał na wyspie Skopelos. 
Był homoseksualistą.

## Dyskografia
Albumy winylowe
Brak daty wydania
- Favourites from Mother Russia
- Ivan Rebroff (Includes Lara's Theme and other Popular Melodies)

1968
- Folk Songs from Old Russia (Volksweisen aus dem alten Russland)
- Folk Songs from Old Russia Volume II (Volksweisen aus dem alten Russland 2)
- Original russische Liebeslieder
- Na Sdarowje (Ivan sings about Vodka and Wine)
- Slawische Seele (Compilation album shared with Tatjana Ivanow & Dunja Rajter)

 1969
- Beim Klang der Balalaika, Au son des Balalaikas
- Abendglocken
- Russische Weihnacht mit Ivan Rebroff
- A Russian Christmas
- Un Violon sur le toit
- Russische Party
- Festliche Weihnacht (with Regensburger Domspatzen – Boys' Choir)
- A Festive Christmas (Festliche Weihnacht re-issue)

1970
- Somewhere My Love
- Kosaken müssen reiten
- Ivan Rebroff

 1971
- The Best of Ivan Rebroff
- Ivan Rebroff Sing vir Ons
- Vir Jou Suide-Afrika
- Ivan Rebroff (Opera)
- Kalinka (Soundtrack from L’Homme qui vient de la Nuit)
- Mein Russland, Du bist schön
- Starportrait
- Zwischen Donau und Don (with Dunja Rajter)

1972
- Erinnerungen an Russland
- The Best of Ivan Rebroff Volume II

1973
- Lieder der Welt
- Mein Altes Russland
- 25 Greatest Russian Melodies
- 20 Greatest Hits

1974
- Russische Party 2

1975
- Ivan Rebroff at Carnegie Hall
- Reich Mir Die Hand
- Russische Lieder Von Liebe und Tod

1977
- Midnight in Moscow
- Komm mit nach Hellas

1978
- Mitternacht in Moskau

1979
- Ave Maria
- Die Ivan Rebroff Versameling (Compilation of South African tracks)

1980
- Zauber einer großen Stimme – 20 unvergängliche Welterfolge
- Zauber einer großen Stimme – Seine größten Welterfolge
- Die schönsten Lieder dieser Welt (Ivan Rebroff singt 20 unvergängliche Melodien)
- Katharina und Potemkin (TV Musical/Operetta)

Płyty CD
2002
- Meine Reise um die Welt
- The Great Ivan Rebroff

2003
- Seine Größten Welterfolge
- Best of Ivan Rebroff
- Golden Stars

Kompilacje
- Festliche Weihnachten
- The Art of Ivan Rebroff
- The Best of Russian Folk Songs Vol. 1
- The Best of Russian Folk Songs Vol. 2
- Erinnerungen an das letzte Jahrhundert (Memories of the Last Century)
- Der Zarewitsch (Carewicz)
- Die Fledermaus (Zemsta nietoperza)
- Weihnachten mit Ivan Rebroff
- Die schönste Stimme Rußlands
- Kosakenträume